# Антарктика (Чилі)
 Чилі
Антарктика — муніципалітет провінції Антарктика-Чилена регіону  Магальянес і Чилійська Антарктика, утворено 11 липня 1961 р.
Населення — 130 осіб (2002),  взимку знижується до 80 осіб.
Територія — сектор між 53° і 90° західної довготи, і від 60° південної широти до  Південного полюсу. Площа суші — 1 250 257,6 км². Розташована в  Антарктиді, межує:
- на півночі — протока Дрейка,
- на півдні, заході і сході — інші частини Антарктиди.

Більшість держав не визнає суверенітет Чилі над даною територією. Аргентина і Велика Британія вважають частину вказаної території своєю. На момент висунення територіальних претензій на цю територію вже претендували Японія і Велика Британія.

## Ресурси Інтернету
- Офіційний сайт комуни